# Medoro
Medoro è un personaggio dell'Orlando Furioso, opera di Ludovico Ariosto. Egli è un semplice fante dell'esercito saraceno: di lui però si innamora Angelica, donna a sua volta amata dal protagonista dell'intera opera, Orlando. Medoro e Angelica hanno scritto i loro nomi sulle cortecce degli alberi e sulle pareti delle grotte, dove il loro amore si è consumato innumerevoli volte: ciò scatenerà l'ira di Orlando.

## Il personaggio

### Le origini
Medoro appare per la prima volta nel libro diciottesimo del poema: giovane guerriero bellissimo d'aspetto, anche per via dei capelli insolitamente biondi per un Moro d'Africa, è legato da amicizia al commilitone Cloridano. Entrambi sono sudditi del re Dardinello, che ha trovato la morte duellando contro Rinaldo.
Duo Mori ivi fra gli altri si trovaro,

d'oscura stirpe nati in Tolomitta;

de quai l'istoria, per sempio raro

di vero amore, è degna esser descritta.

Cloridano e Medor si nominaro,

ch'a la fortuna prospera e a l'afflitta

aveano sempre amato Dardinello,

et or passato in Francia il mar con quello.

Cloridan, cacciator tutta sua vita,

di robusta persona era et isnella;

Medoro avea la guancia colorita;

e bianca e grata ne la età novella;

e fra la gente a quella impresa uscita,

non era faccia più gioconda e bella:

occhi avea neri; e chioma crespa d'oro:

angel parea di quei del sommo coro.
(Orlando Furioso, libro 18)

### L'amicizia con Cloridano e la strage dei cristiani addormentati
Il corpo di Dardinello è stato lasciato insepolto, e ciò spinge Medoro a recuperarlo. Cloridano in un primo momento cerca di dissuadere l'amico da quella che ritiene una folle impresa, ma comprendendo l'indole temeraria di Medoro decide infine di accompagnarlo. I due entrano in azione di notte, facendo irruzione nel campo dei cristiani: recuperano così il cadavere del loro sovrano, dopo aver ucciso alcuni nemici sorpresi nel sonno. Medoro in particolare fa due vittime illustri, Malindo e Ardalico, ovvero i giovani figli del conte di Fiandra, nonché pupilli di Carlo Magno, i quali si erano da poco uniti al resto dell'esercito cristiano.

### L'incontro con Angelica

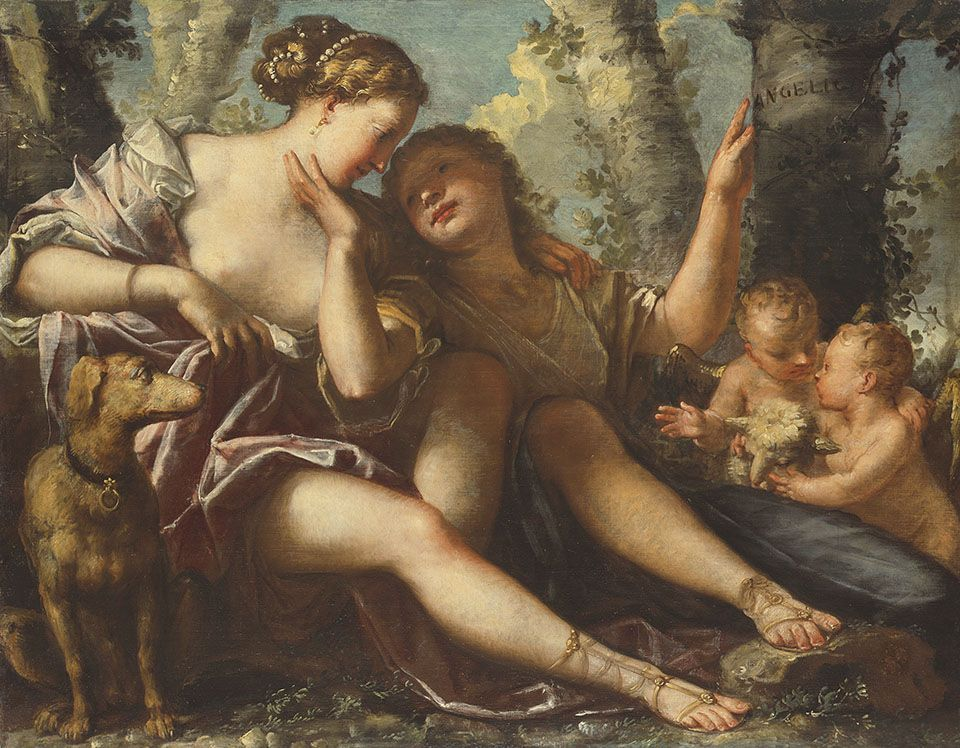
Pietro Liberi, Angelica e Medoro, quadro eseguito prima del 1687

Usciti dall'accampamento nemico, Cloridano e Medoro si imbattono in una torma di cavalieri cristiani guidati dal principe scozzese Zerbino, che fa prigioniero Medoro. Nel tentativo di salvare la vita al compagno, Cloridano, che si è nascosto tra gli alberi, uccide con le sue frecce due nemici. Zerbino, adirato, si scaglia con la spada su Medoro ma decide di risparmiarlo dopo averlo guardato in viso e aver riconosciuto la sua disarmante bellezza (questo non va inteso come indice di un'attrazione fisica per Medoro da parte del condottiero cristiano, bensì come una dimostrazione del fatto che un'avvenenza così rara può essere considerata un dono, una virtù degna di essere risparmiata). Ma un compagno di Zerbino, ignaro della decisione presa da quest'ultimo, colpisce di spada Medoro che cade a terra apparentemente privo di vita. Cloridano esce allora allo scoperto per affrontare i cristiani e vendicare l'amico, morto ai suoi occhi, ma rimane ucciso. Dopo la partenza dei cavalieri, Medoro viene soccorso dalla bella Angelica, che, passando per caso da quelle parti, ha visto il giovane ferito e se ne è subito innamorata: la fanciulla cura le piaghe di Medoro e fa seppellire i corpi di Cloridano e Dardinello. La coppia partirà quindi per il Catai, la terra da cui Angelica proviene.

## Interpretazione dell'episodio
La fonte cui Ariosto ha attinto è l'episodio virgiliano di Eurialo e Niso: se ne scosta per il finale meno tragico. Inoltre nel poema ariostesco mancano descrizioni relative al ritrovamento dei guerrieri uccisi nel sonno.

## Medoro nella letteratura post-ariostesca

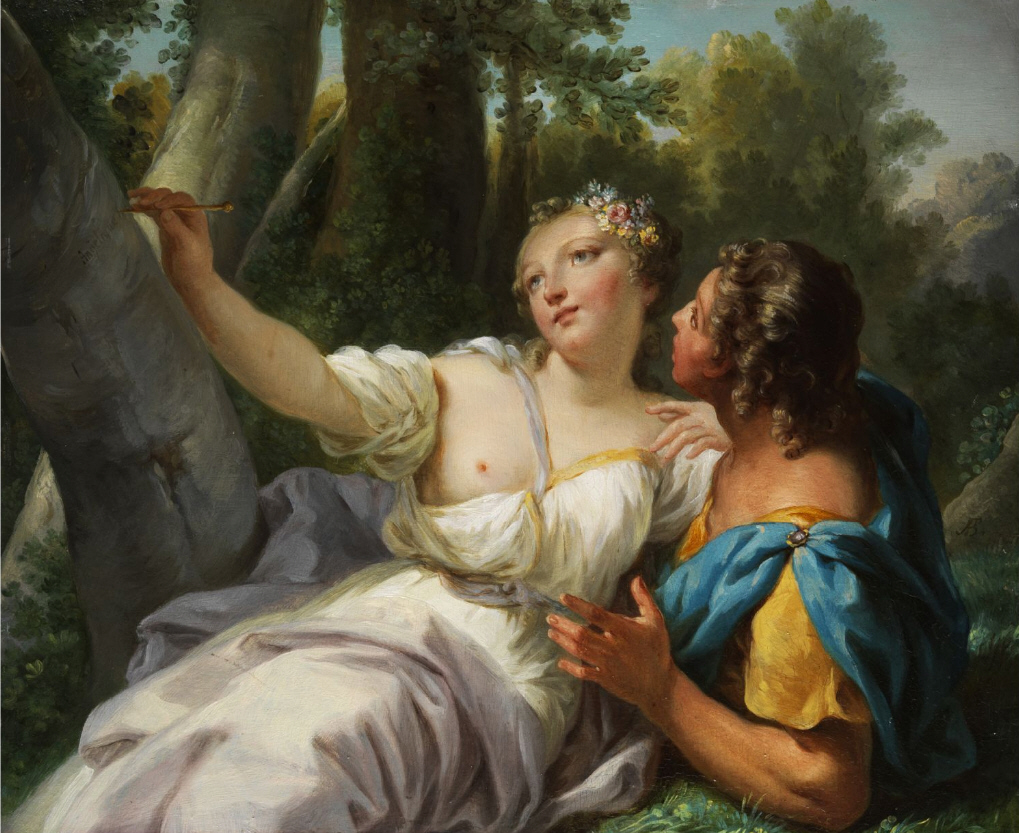
Jean-Baptiste Bénard, Angelica incide il nome di Medoro, quadro dipinto prima del 1789

- Esiste un poema in lingua italiana che ha in Medoro il protagonista. È il Medoro incoronato, opera postuma dell'abate Gaetano Palombi, che consta di venti canti in ottave. Esso si propone di continuare la storia delle vicende di alcuni personaggi del Furioso, in particolare Angelica, che porta Medoro in Oriente. Vi si narra anche di Sacripante, che dimentica Angelica per sposarsi con un'altra donna: dalla loro progenie verrà la casata a cui l'opera è dedicata. Il poema, di stile raffinatissimo ed elegante, si conclude, come anticipato dall'Ariosto, con Medoro incoronato re del Catai.

- Un'altra opera letteraria incentrata sul giovanissimo eroe saraceno è la tragedia in versi Il Medoro di Giovanni Dolfin. Insieme a lui, tra i personaggi del testo teatrale ritroviamo Cloridano, Angelica e Zerbino; Dolfin recupera inoltre dal Furioso la vicenda di Dardinello, posta ora come antefatto, e il passo relativo a Malindo e Ardalico, con l'aggiunta sia di dettagli più precisi sull'uccisione dei due giovani condottieri sia della reazione dell'esercito cristiano in seguito al ritrovamento dei loro cadaveri. Totalmente nuovi sono tutti gli altri personaggi in scena, a cominciare da Ermene, il genitore adottivo di Medoro, che si scoprirà invece essere figlio nientemeno del sovrano cinese Arbace (soltanto nominato).

## Medoro nelle arti figurative

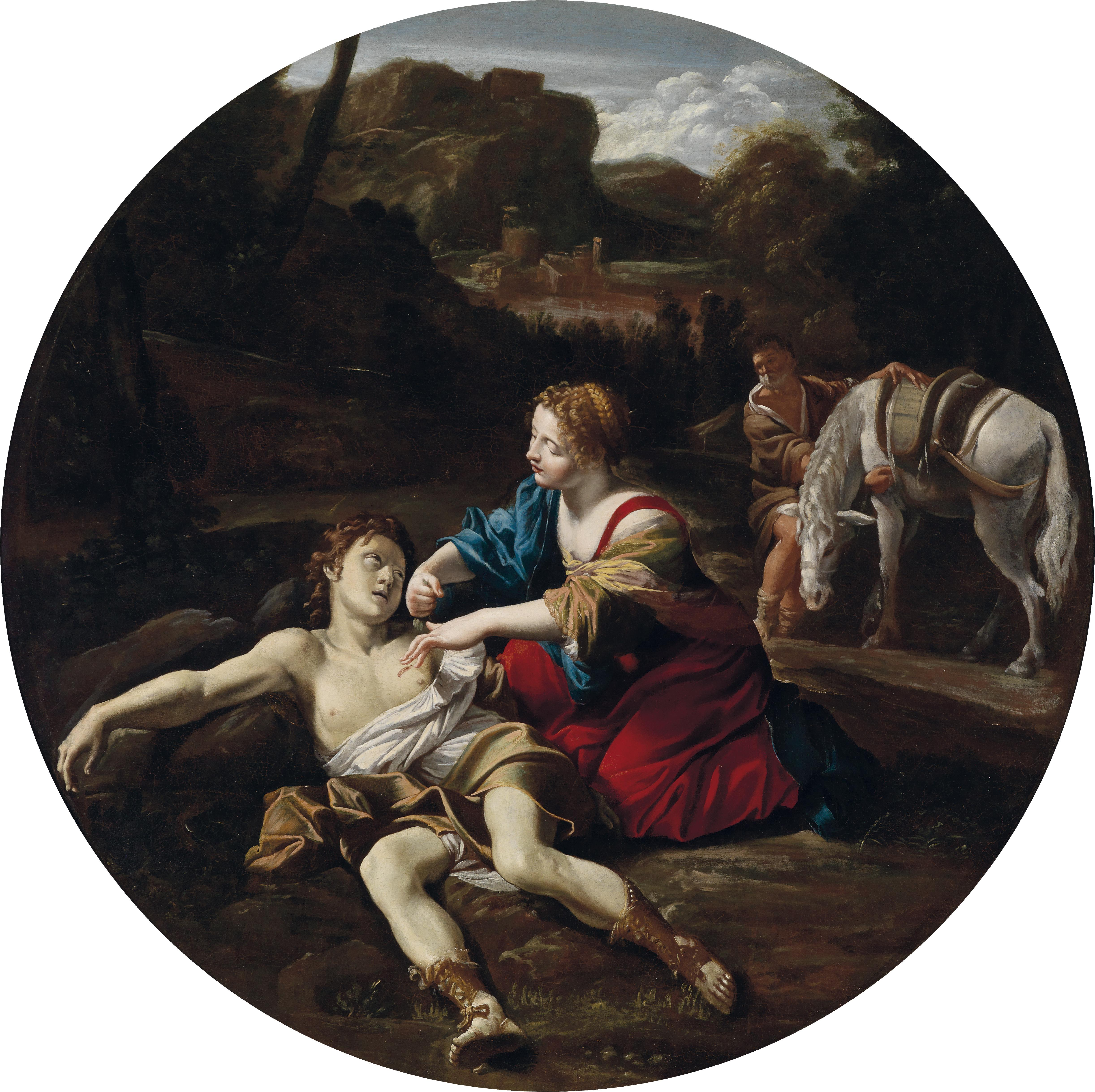
Giovanni Lanfranco, Angelica soccorre Medoro, quadro dipinto prima del 1647

Tra i tanti artisti che hanno immortalato la figura del fante saraceno si ricordano Giambattista Tiepolo coi suoi affreschi nella Sala dell'Orlando Furioso di Villa Valmarana "Ai Nani", Simone Peterzano, esecutore del dipinto Angelica e Medoro, e Giovanni Lanfranco, cui si devono ben tre dipinti intitolati Angelica soccorre Medoro.

## Medoro nell'opera lirica
- Rolando (Orlando), opera con musica di Jean-Baptiste Lully e libretto di Philippe Quinault rappresentata per la prima volta l'8 gennaio 1685 alla reggia di Versailles
- Orlando, ovvero la gelosa pazzia, musiche di Domenico Scarlatti, libretto di C. S. Capece, 1711
- Orlando furioso, musiche di Giovanni Alberto Ristori, libretto di Grazio Braccioli, 1713
- Angelica, musiche di Nicola Porpora, libretto di Pietro Metastasio, 1720
- Orlando furioso, musiche di Antonio Vivaldi, libretto di Grazio Braccioli, 1727
- Orlando furioso, opera seria con musica di Antonio Vivaldi rappresentata la prima volta nel novembre 1727 al Teatro Sant'Angelo di Venezia
- Orlando, musiche di Georg Friedrich Händel, libretto di C. S. Capece 1733
- Angelica e Medoro, musiche di Carl Heinrich Graun, libretto di L. de Villati, 1749
- Il nuovo Orlando, musiche di Niccolò Piccinni, libretto anonimo, 1764
- Le pazzie di Orlando, musiche di Pietro Alessandro Guglielmi, libretto di C. F. Badini, 1771
- Roland, tragédie lyrique di Niccolò Piccinni, libretto di J. F. Marmontel, 1778
- Orlando Paladino, musiche di Franz Joseph Haydn, libretto di N. Porta, 1782

## Nella cultura di massa
- Nello sceneggiato televisivo del 1975 diretto da Luca Ronconi, Medoro è interpretato da Alessio Orano.

## Fonti
- Ludovico Ariosto, Orlando Furioso, libri XVIII e XIX.
- Giovanni Dolfin, Il Medoro.